# Béton mousse
Pour les articles homonymes, voir béton cellulaire.
 (juillet 2021).
Si vous disposez d'ouvrages ou d'articles de référence ou si vous connaissez des sites web de qualité traitant du thème abordé ici, merci de compléter l'article en donnant les références utiles à sa vérifiabilité et en les liant à la section « Notes et références ».

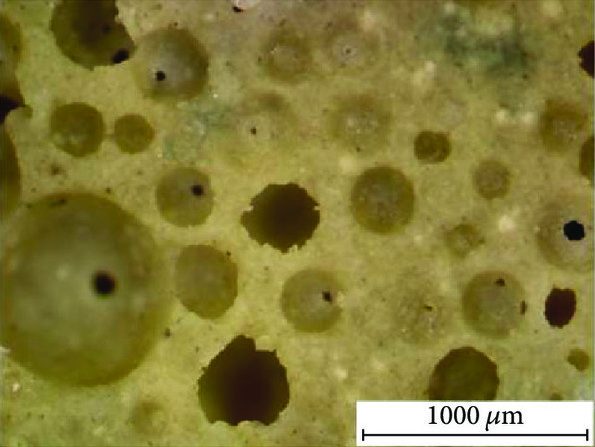
Modélisation du béton mousse.

Le béton mousse ou béton cellulaire curé à l'air libre est un béton léger ayant une masse volumique faible grâce aux bulles d’air qu’il contient.

## Fabrication
Le béton mousse contient des tensioactifs qui lors de sa fabrication par malaxage provoquent la formation d’une grande quantité de bulles d’air de taille régulière, stables et bien dispersées.

## Utilisations
Le béton mousse est utilisé pour combler de grands volumes (carrières, puits…) et pour la confection de formes isolantes sous dallage et sous toiture.

## Propriétés
Le béton mousse à l’état frais est fluide. Sa masse volumique varie entre 400 et 2 000 kg/m3.
Durant sa prise, il présente un retrait élevé. Sa résistance à la compression est généralement inférieure à 25 MPa.

## Contraintes
La mise en œuvre du béton mousse demande des précautions pour éviter de rompre sa structure alvéolaire (pas de vibration, pas de versement d’une grande distance…).